# 思益梵天所問經
思益梵天所問經（Brahma-viśeṣa-cintī-paripṛcchā），又名梵天所問經、網明菩薩經，簡稱思益經、梵問經、明網經等，收於大正藏〈經集部〉。本經記載佛陀為「網明菩薩」及「梵天殊特妙意（思益梵天）菩薩」等菩薩，解說諸法空寂之理，其要旨為：「諸法平等，無有往來，無出生死，無入涅槃」。
本經曾受到諸多漢傳僧人的重視而頗為風行，作為當時高僧讀誦修持的依據。禪宗北宗的開創者神秀將其列為其宗門「五方便」思想中，「明諸法正性」之經典，並把本經和《楞伽經》同列為禪學之所宗要。

## 題解
思益，乃「梵天殊特妙意菩薩」之名號，天竺正音為「毘絁沙真諦」（Viśeṣacintī），又譯作「持（特）心」、「勝思惟」。
梵天，色界初禪天離欲界之欲，寂靜清淨，故曰梵天。

## 傳譯
本經現存三種漢譯本以及藏譯本，以鳩摩羅什的本子最為通行。
現今存有的三種漢譯本，分別為：
- 竺法護，《持心梵天所問經》，四卷（Viśeṣa為特殊之意，因此「持心」應為「特心」之訛寫）[5]
- 鳩摩羅什，《思益梵天所問經》，四卷
- 菩提留支，《勝思惟梵天所問經》，六卷

## 內容
本經解說諸法空寂之理，依高麗藏本分〈序品〉、〈四法品〉、〈分別品〉、〈解諸法品〉、 〈難問品〉、〈問談品〉、〈談論品〉、〈論寂品〉、〈仂行品〉、〈志大乘品〉、〈行道品〉、〈稱嘆品〉、〈詠德品〉、〈等行品〉、〈授不退轉天子記品〉、〈建立法品〉、〈諸天嘆品〉、〈囑累品〉等十八品。宋、元、明三本及契丹藏本則分二十四品。
二十四品本之〈菩薩正問品〉中，載有網明菩薩與思益梵天之問答，頗可藉之以見全經大義：
『梵天言︰以是因緣，當知佛不令眾生，出生死、入涅槃。但為度妄想，分別生死、涅槃二相者耳。此中實無度生死至涅槃者。所以者何？諸法平等，無有往來，無出生死，無入涅槃。爾時世尊贊思益梵天言︰善哉善哉！說諸法正性，應如汝所說。』

## 注解
- 天親菩薩《勝思惟梵天所問經論》
- （明）圓澄《思益梵天所問經簡注》
- 釋智諭《思益梵天所問經尋繹》，西蓮淨苑，2002年

## 影響
誦講《思益梵天所問經》曾在漢傳佛教頗為風行，特別對禪宗的形成與發展有較大的作用。屬於北宗一系的神秀傳法普寂時，也授以《思益》及《楞伽》。屬南宗的径山二祖鑑宗出家後，「涉通《淨名》、《思益》經， 遂常講習...隨眾參請，頓徹心源」。

## 外部連結
- 思益梵天所問經尋繹
- 敦煌之思益梵天所問經變研究
- 《思益經》「七邪法」初探 （页面存档备份，存于）
- 印順導師「宏闡中期佛教之行解」的宗趣 （页面存档备份，存于）